# Asociación Coccinelle
La Asociación de Gays, Travestis y Transgéneros Coccinelle fue un colectivo LGBT ecuatoriano creado en 1997. Fue la primera organización de personas transgénero en la historia de Ecuador y tuvo un papel protagónico durante el proceso para lograr la despenalización de la homosexualidad en Ecuador, campaña que logró su objetivo el 25 de noviembre de 1997.
La agrupación se disolvió en 2000 debido a disputas entre sus integrantes. Luego se transformó en la Fundación Ecuatoriana de Minorías Sexuales (FEMIS), que operó hasta 2006.

## Historia

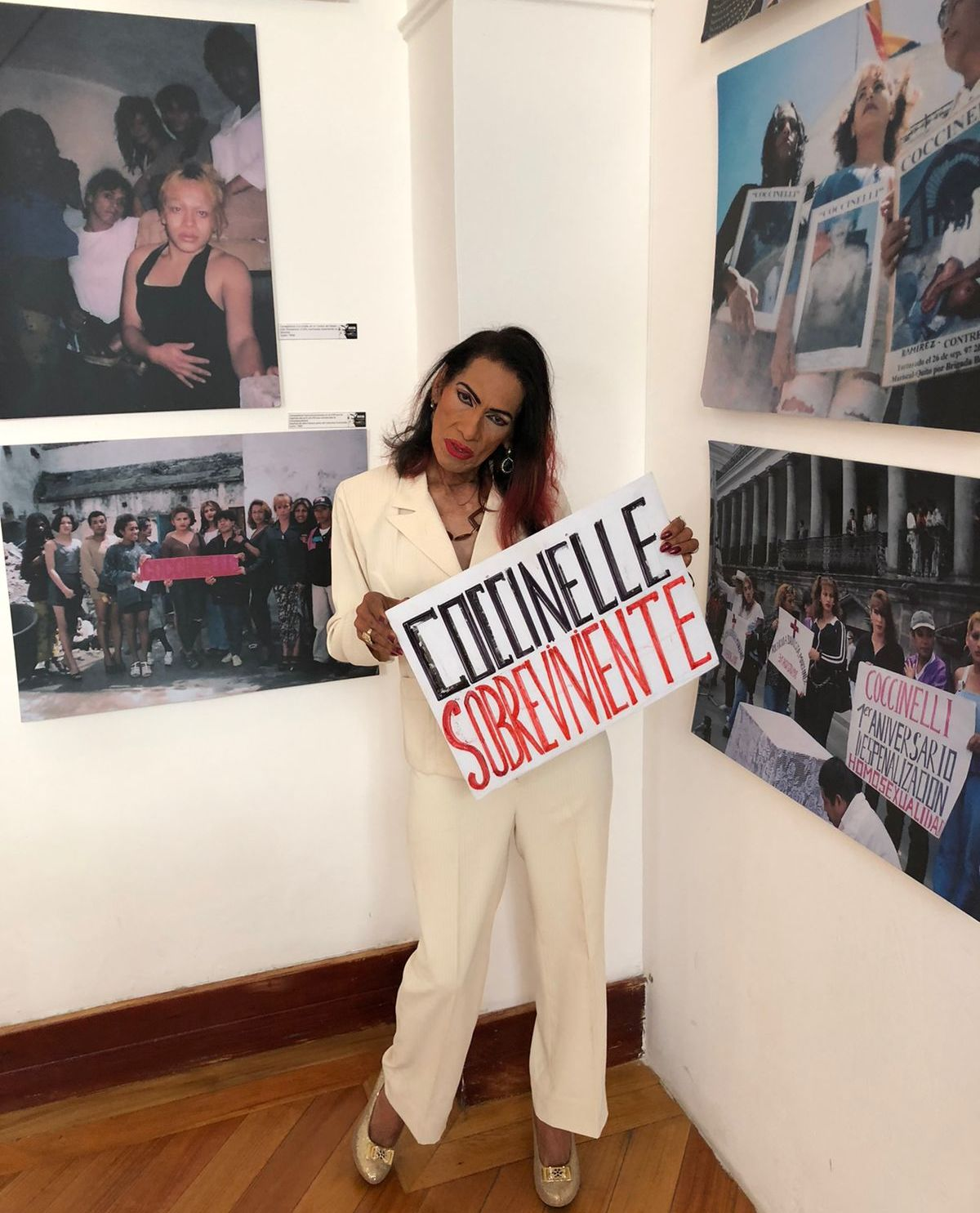
Purita Pelayo, una de las fundadoras de Coccinelle

Durante la década de 1990, Ecuador vivía una época de movilizaciones y reclamos por parte de grupos sociales y de derechos humanos, entre ellos de jóvenes, mujeres y personas indígenas, en rechazo a las violaciones de derechos cometidas durante el gobierno del expresidente León Febres-Cordero Ribadeneyra. Las poblaciones LGBT habían sido unas de las más afectadas por los abusos de la policía, que solía detener, torturar y en algunos casos asesinar con impunidad a personas LGBT bajo el amparo de la criminalización que en ese entonces existía contra la homosexualidad.
En 1997, la Asamblea Permanente por los Derechos Humanos (APDH) era una de las organizaciones que ayudaba a las personas transgénero reprimidas por el Estado. Estrella Estévez, una mujer trans que había sufrido abusos por parte de la policía, comenzó a invitar a la activista Purita Pelayo y a otras mujeres transgénero para que fueran a la APDH a contar sus experiencias y los abusos de los que eran víctimas. Luego de una primera reunión entre ellas y Alexis Ponce, representante de la APDH, las presentes decidieron articularse para protestar contra los abusos.
Los fundadores de Coccinelle fueron Estrella Estévez, Gonzalo Abarca y Purita Pelayo, quien se convirtió en la presidenta de la asociación. El nombre de Coccinelle fue elegido como homenaje a la actriz, cantante y activista transgénero del mismo nombre, que había visitado Ecuador en la década de 1970 y se presentó en el teatro Nueve de Octubre de Guayaquil. Al momento de su creación, la organización contaba con 22 integrantes. Unas semanas después, la cifra había alcanzado las 45 personas.

### Despenalización de la homosexualidad
El 14 de junio de 1997 tuvo lugar en la ciudad de Cuenca la Redada del bar Abanicos, una violenta incursión policial en una discoteca gay de la ciudad. Muchos de los presentes fueron detenidos y llevados al centro de detención, donde sufrieron torturas y violaciones sexuales por parte de otros reos y de los mismos policías. Los abusos cometidos durante la redada recorrieron la prensa nacional y llevaron a que por primera vez en la historia del país distintos grupos a favor de los derechos LGBT se articularan en un solo frente con la intención de luchar por la despenalización de la homosexualidad, que en ese entonces estaba criminalizada en el artículo 516 del Código Penal. Coccinelle fue una de las organizaciones que se articuló en el frente, que adoptó el nombre de Triángulo Andino. Otras organizaciones que se unieron fueron FEDAEPS, Fundación Amigos por la Vida y la agrupación Tolerancia.
Las primeras discusiones entre los colectivos fueron promovidas por Coccinelle y se enfocaron en definir cual sería el mejor método para lograr la despenalización. Finalmente se decidió que la mejor estrategia era presentar una demanda de inconstitucionalidad contra el artículo 516 ante el Tribunal Constitucional, para lo que necesitaban recoger mil firmas de apoyo.
El proceso de recolección de firmas marcó la primera vez en la historia de Ecuador en que personas LGBT se tomaron calles y espacios públicos. Coccinelle ganó protagonismo durante el proceso de recolección y el 27 de agosto del mismo año hizo historia cuando organizó una marcha de mujeres transgénero, hombres gais y defensores de los derechos humanos que recorrió las calles de Quito y desembocó en la Plaza de la Independencia, donde se unieron a los grupos que reclamaban por personas desaparecidas y lograron conseguir 300 firmas por la despenalización. Esta manifestación fue la primera marcha de personas pertenecientes a la diversidad sexual en la historia del país. Luego de la marcha, Coccinnelle continuó liderando el proceso de recolección de firmas y sus integrantes comenzaron a concentrarse cada miércoles en la Plaza de la Independencia para reclamar por sus derechos y conseguir apoyo.
El 24 de septiembre de 1997, los representantes de las organizaciones LGBT que participaban en la campaña por la despenalización presentaron una demanda ante el Tribunal Constitucional contra el artículo 516 del Código Penal. Como representantes de Coccinelle dieron sus firmas Purita Pelayo y Gonzalo Abarca. El Tribunal emitió su dictamen el 25 de noviembre del mismo año y declaró inconstitucional el primer inciso del artículo 516, con lo que la homosexualidad quedó despenalizada.

### Años posteriores y desaparición
Durante la marcha por el quincuagésimo aniversario de la Declaración Universal de los Derechos Humanos, que tuvo lugar el 10 de diciembre de 1998, Coccinelle y grupos de derechos de trabajadoras sexuales encabazaron la marcha, aunque algunos activistas de derechos humanos mostraron reparos en un principio. Este hecho significó la primera vez que una agrupación de mujeres transgénero participaba en una marcha tradicional de derechos humanos.
Los conflictos que llevaron a la disolución de Coccinnelle iniciaron en 1998, cuando la fundación holandesa Hivos entregó fondos a la asociación para realizar talleres de educación sexual, ayudar a miembros necesitadas de la comunidad y alquilar una oficina, que se ubicó en una casa en la Plaza San Blas. Sin embargo, la llegada de los fondos internacionales generó conflicto entre las dirigentes de Coccinelle por el uso que se estaba dando a los mismos, lo que en 2000 causó la disolución de la asociación. Coccinelle dio lugar entonces a la Fundación Ecuatoriana de Minorías Sexuales (FEMIS), que a su vez desapareció en 2006.

## Nueva Coccinelle

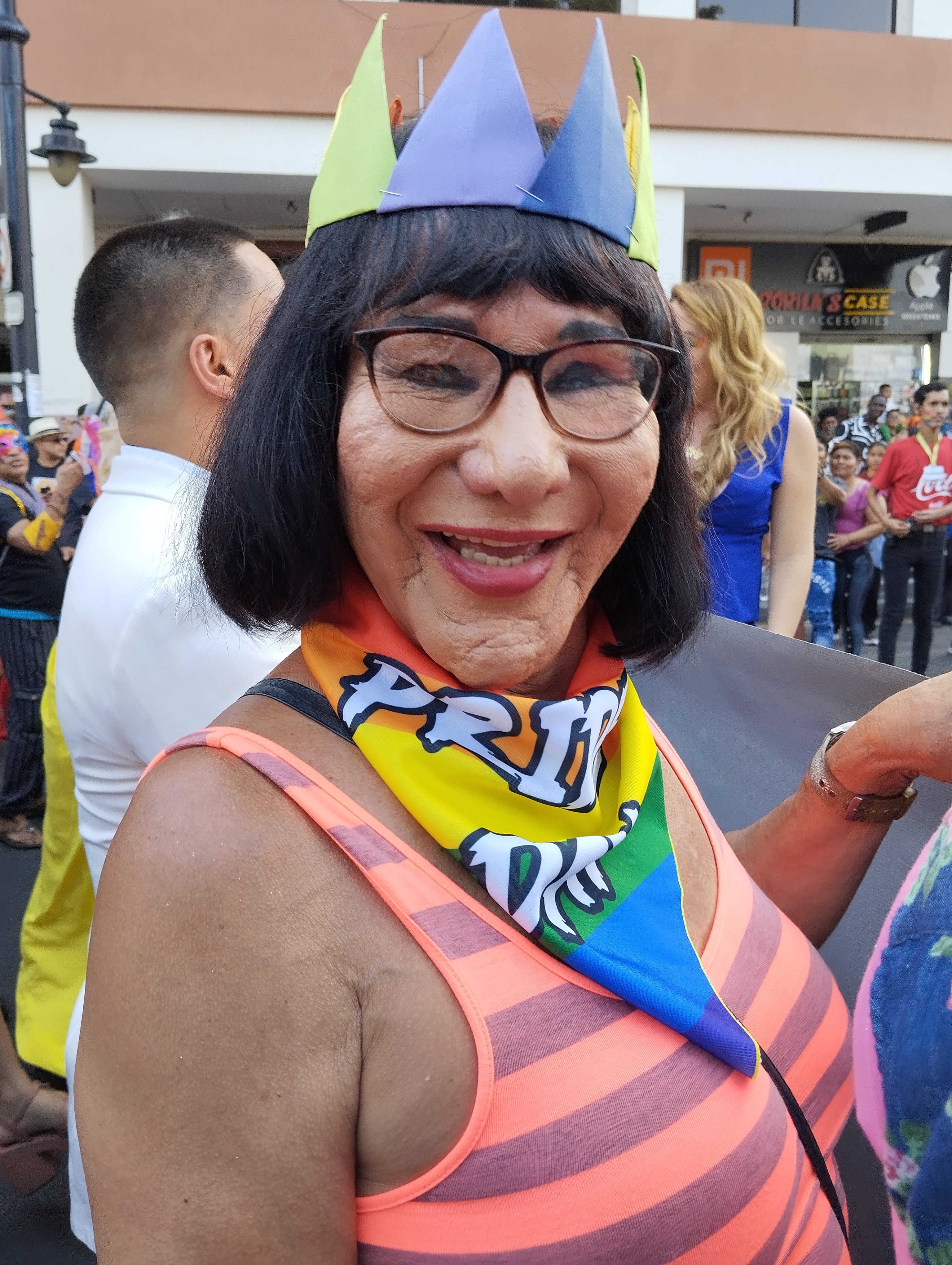
Nebraska Montenegro en 2024, presidenta de Nueva Coccinelle.

Como conmemoración del aniversario de los 20 años de la despenalización de la homosexualidad en el país, Purita Pelayo publicó en 2017 el libro de crónicas Los fantasmas se cabrearon, donde realizó un recuento de los abusos cometidos contra las personas LGBT durante las décadas de 1980 y 1990, la creación de Coccinelle y el proceso de despenalización de la homosexualidad. Con motivo de la publicación del libro, varias de las sobrevivientes de Coccinelle se reencontraron y Pelayo empezó a contemplar la idea de emprender una demanda contra el Estado por los abusos policiales cometidos contra ellas y las poblaciones LGBT en general durante esos años.
En 2019, doce de las sobrevivientes de Coccinelle, entre ellas Pelayo, María Jacinta Almeida y Nebraska Montenegro, se unieron para formar la fundación Nueva Coccinnelle, con Montenegro como la presidenta de la organización. A través de la misma presentaron una demanda al Estado ecuatoriano por crímenes de lesa humanidad el 17 de mayo del mismo año, en el marco del Día Internacional contra la Homofobia y Transfobia. La demanda fue presentada en conjunto con la Fundación Regional de Asesoría en Derechos Humanos (Inredh) y fue aceptada por la Fiscalía el 19 de junio de 2019. Hasta marzo de 2022 el proceso judicial aún no había progresado.
Adicionalmente, Nueva Coccinelle emprendió una campaña para encontrar más personas LGBT sobrevivientes de la represión policial de finales del siglo XX y poder rescatar sus historias.